# Арибо (епископ Фрайзинга)
Арибо (Арбео, Арбо; нем. Aribo, Arbeo, Arbo; умер 4 мая 783) — епископ Фрайзинга в 764/765—782 годах, латиноязычный церковный писатель.

## Биография

### Происхождение
Арибо происходил из знатного баварского рода Хуоси. Иногда его считают предком рода Арибонидов или относят к роду Фагана. Его имя может передаваться в латинизированной (Heres) или эллинизированной (Cyrinus) формах.

### До занятия епископской кафедры (ок. 723—764/765)
Арибо родился не позднее 723 года, вероятно, в местности Маис (Mais) около Мерано в Южном Тироле. Он был передан на воспитание Эремберту, брату Корбиниана и епископу Фрайзинга, затем стал монахом-бенедиктинцем и после длительного обучения в Верхней Италии вошёл в состав духовенства Фрайзинга. С 754 года был архипресвитером и нотарием канцелярии при епископе Иосифе, который при поддержке баварских герцогов Одилона и Тассилона III, а также баварской знати основал несколько монастырей: святого Зенона в Исене, в Шарнице, Тегернзее, Шефтларне, Ильммюнстере и Моосбурге. В 763 году Арибо стал аббатом только-что основанного монастыря Шарниц в Северном Тироле, а вскоре после этого (в 764/765) сменил Иосифа на епископской кафедре Фрайзинга.

### Церковная деятельность в качестве епископа Фрайзинга (764/765—782)
В качестве епископа Арибо перенёс мощи святого Корбиниана из церкви святого Валентина в Маисе (около Мерано) во Фрайзинг и поместил их в гробнице Sepulchrum Corbiniani, построенной им в храме Богородицы между 765 и 768 годом. Благодаря многочисленным дарениям, он смог увеличить владения и права своей епархии и расширить влияние епископа. Основал несколько монастырей: Шефтларн (762), Иннихен в Пустертале (769) и Шлиерзее в Верхней Баварии (779). Иннихен, основанный на подаренной Арибо в качестве аббата Шарница баварским герцогом Тассилоном III земле в Пустертале (Каринтия), стал в дальнейшем центром миссионерской деятельности среди местных славян, которая особенно активизировалась при преемнике Арибо, Атто. Позднее владения епископства расширились приобретениями в Штирии и Карниоле. Около 770 года Арибо перенёс монастырь Шарниц в Шледорф. К 783 году на землях Фрайзинга уже насчитывалось более десятка монастырей.
Арибо принимал участие в баварских церковных соборах: в Дингольфинге (около 770) и, возможно, также в Нойхинге (около 772). Приписываемая ему поддержка Карла Великого в конфликте с баварским герцогом Тассилоном III, остаётся под вопросом. По не вполне убедительному мнению Иоахима Яна, Арибо был верным сторонником Тассилона III, а трения между епископом Фрайзинга и баварским герцогом начались лишь при епископе Атто. Однако без сомнения, при Арибо франкское политическое и религиозное влияние во Фрайзинге усилилось, а отношения с Тассилоном III ухудшились, поскольку герцог лишил церковь Фрайзинга части владений и, видимо, вынудил Арибо в 782 году уступить епископский престол аббату Шледорфа Атто. Негативное отношение Арибо к Агилольфингам проявилось и в его сочинениях, когда он описывал преследования Корбиниана и Эммерама герцогами из этого рода.
Арибо умер 4 мая 783 года и был погребён в соборе Фрайзинга.

### Культурная и просветительская деятельность
Под влиянием епископа Зальцбурга Виргила, Арибо расширил
во Фрайзинге монастырскую школу, скрипторий и соборную библиотеку. Из монастырской школы Фрайзинга при нём вышли такие значительные личности, как Арн Зальцбургский и Лейдрад Лионский. Согласно Г. Бесеке, под руководством Арибо в 764—769 годах был создан «Кодекс Аброганс», латинско-древневерхненемецкий глоссарий, возможно, первая дошедшая до нас книга на немецком языке. Это вполне правдоподобное предположение, хотя вопрос и остаётся открытым. Глоссарий является переводом составленного в Боббио около 700 года сборника синонимов, которые встречаются в тексте Библии («Abrogans: Glossae ex novo et vetere testamento»).

### Литературная деятельность
Литературный стиль Арибо испытывал влияние Виргила Зальцбургского. Латинский язык, которым написаны его сочинения, характерен для эпохи, предшествующей каролингской реформе. Арибо был автором житий двух местнопочитаемых святых, Эммерама из Пуатье, чтимого в Регенсбурге («Vita Haimhrammi»), и Корбиниана, первого епископа Фрайзинга («Vita Corbiniani»). Житие Корбиниана имеет биографический характер и содержит ценные сведения о ранней баварской истории. По этому житию в соборе Фрайзинга создано 20 фресок, изображающих сцены из жизни Корбиниана.
Арибо также ошибочно приписывается авторство жития святых Марина и Аниана («Vita SS. Marini et Anniani») или материалов, на которых оно было основано.

### Основная литература
1. Störmer, Wilhelm. Sundarheri scriptor, der Lieblingsnotar Bischof Arbeos in den Traditionen Freising. In: De litteris, manuscriptis, inscriptionibus … Festschrift zum 65. Geburtstag von Walter Koch (2007) S. 17-26. ISBN 978-3-205-77615-4
2. Hammer, Carl I. Arbeo of Freising’s 'Life and passion' of St Emmeram: The martyr and his critics. In: Revue d’histoire ecclésiastique Bd. 101 (2006) S. 5-36. ISSN 0035-2381
3. Rohr, Christian. Hagiographie als Spiegel der Machtverhältnisse?: Arbeo von Freising und die «Gesta Hrodberti». In: Tassilo III. von Bayern. Großmacht und Ohnmacht im 8. Jahrhundert (2005) S. 89-101. ISBN 978-3-7917-1949-8
4. Nothdurfter, Hans. Arbeo von Freising: Kuens und Korbinian. Von Bischöfen und Heiligengräbern im Land der Bayern. In: Der Schlern Bd. 78, 3 (2004) S. 75-80. ISSN 0036-6145
5. Diepolder, Gertrud. Vom «historischen Quellenwert» der Vita Corbiniani: Zum Umgang Lothar Vogels mit Bischof Arbeo von Freising als Historiograph. In: Zeitschrift für Bayerische Landesgeschichte Bd. 64 (2001) S. 3-38. ISSN 0044-2364
6. Löfstedt, Bengt. Zu Arbeos Latein. In: Löfstedt, Ausgewählte Aufsätze zur lateinischen Sprachgeschichte und Philologie (2000) S. 238—260. ISBN 978-3-7772-0008-8
7. Vogel, Lothar. Vom Werden eines Heiligen. Eine Untersuchung der Vita Corbiniani des Bischofs Arbeo von Freising, Berlin, 2000. ISBN 978-3-11-175417-8
8. Wagner, Norbert.  'Tagibertus', 'Arbeo' und ähnliches. Zu Latinisierungen in den Freisinger Traditionen. In: Münchener Studien zur Sprachwissenschaft Bd. 59 (1999) S. 163—173. ISSN 0077-1910
9. Jahn, Joachim. Bischof Arbeo von Freising und die Politik seiner Zeit. In: Ethnogenese und Überlieferung (1994) S. 157—162. ISBN 978-3-486-64831-7
10. Kolmer, Lothar. Arbeo von Freising und die Vita Haimhrammi. In:  St. Emmeram in Regensburg. Geschichte, Kunst, Denkmalpflege. Beiträge des Regensburger Herbstsymposiums vom 15.-24 November 1991 (1991) S. 25-32. ISBN 978-3-7847-1520-9
11. Jahn, Joachim. Virgil, Arbeo und Cozroh. Verfassungsgeschichtliche Beobachtungen an bairischen Quellen des 8. und 9. Jahrhunderts. In: Mitteilungen der Gesellschaft für Salzburger Landeskunde Bd. 130 (1990) S. 201—292. ISSN 0435-8279
12. Kalb, Herbert. Lex Baiuvariorum, Vita Corbiniani und laesio enormis. In: Zeitschrift der Savigny-Stiftung für Rechtsgeschichte: Germanistische Abteilung Bd. 106 (1989) S. 325—330. ISSN 0323-4045
13. Schneider, Hans. Interpolationen in der Vita Corbiniani? In: Beiträge zur altbayerischen Kirchengeschichte Bd. 37 (1988) S. 9-20. ISSN 0341-8456
14. Splett, Jochen. Arbeo von Freising, der deutsche Abrogans und die bairisch-langobardischen Beziehungen im 8. Jahrhundert. In: Die transalpinen Verbindungen der Bayern, Alemannen und Franken bis zum 10. Jahrhundert (1987) S. 105—123. ISBN 978-3-7995-6106-8
15. Meyer, Otto. Ein neues Fragment der Vita S. Emmerami des Arbeo: Zur geisteswissenschaftlichen «Recycling»-Methode. In: Volkskultur und Heimat. Festschrift für Josef Dünninger zum 80. Geburtstag (1986) S. 310—315. ISBN 978-3-88479-245-2
16. Diepolder, Gertrud. Arbeos Emmeramsleben und die Schenkung Ortlaips aus Helfendorf. Eine Quellenrevision im Lichte archäologischer Befunde. In: Land und Reich, Stamm und Nation. Probleme und Perspektiven bayerischer Geschichte. Festgabe für Max Spindler zum 90. Geburtstag. Bd. 1: Forschungsberichte, Antike und Mittelalter (1984) S. 269—286. ISBN 978-3-406-10481-7
17. Mumelter, Norbert. Arbeo von Mais und das früheste Wörterbuch unserer Sprache. Zur 1200. Wiederkehr von Arbeos Todestag am 4. Mai 1983 oder 1984. In: Der Schlern Bd. 58 (1984) S. 263—275. ISSN 0036-6145
18. Shopkow, Leah. Art. Arbeo of Freising. In: Dictionary of the Middle Ages Tl. 1 (1982) S. 422—423. ISBN 978-0-684-16760-2
19. Howe, John McDonald. The alleged use of Cursus by Bishop Arbeo of Freising. In: Archivum latinitatis medii aevi Bd. 42 (1979/80) S. 129—131. ISSN 1376-7456
20. Hüschen, Heinrich. Art. Aribo (Arbeo, Arbon, Arpeo, Arpio). In: VDie deutsche Literatur des Mittelalters Verfasser Lexikon Tl. 1 S. (1978) Sp. 430—433. ISBN 978-3-11-022248-7
21. Wunder, Harald. Art. Arbeo von Freising. In: Die deutsche Literatur des Mittelalters Verfasser Lexikon Tl. 1 S. (1978) Sp. 414—422. ISBN 978-3-11-022248-7
22. Löfstedt, Bengt. Zu Arbeos Latein. In: Archivum latinitatis medii aevi Bd. 41 (1977/78) S. 51-73. ISSN 1376-7456
23. Lamp, Olga. Bischof Arbeo von Freising. In: Osttiroler Heimatblätter Bd. 37, 9 (1969) S. 14-15. ссылка (недоступная ссылка)
24. Prinz, Friedrich. Arbeo von Freising und die Agilulfinger. In: Zeitschrift für Bayerische Landesgeschichte Bd. 29 (1966) S. 580—590
25. Klier, Heinrich. Arbeo von Meran. Der Verfasser des ersten deutschen Buches. In: Südtirol in Wort und Bild Bd. 4, 4 (1960) S. 27-30
26. Gamber, Klaus. Das Sakramentar des Bischofs Arbeo von Freising (764—783). In: Münchener Theologische Zeitschrift Bd. 9 (1958) S. 45-54
27. Sturm, Josef. Bischof Arbeos von Freising bayerische Verwandte. In: Zeitschrift für Bayerische Landesgeschichte Bd. 19 (1956) S. 568—571
28. Arbeo <Frisingensis>(Arbeo, Bischof v. Freising). Bischoff, Bernhard [Hrsg.]. Vita et passio Sancti Haimhrammi martyris = Leben und Leiden des hl. Emmeram. München, 1953
29. Arnold, Balthasar. Das Leben des heiligen Korbinian: Dem Bischof Arbeo von Freising nacherzählt. Freising, 1951
30. Löwe, Heinz. Arbeo von Freising. Eine Studie zu Religiosität und Bildung im 8. Jahrhundert. In: Rheinische Vierteljahrsblätter Bd. 15/16 (1950/51) S. 87-120
31. Baesecke, Georg. Bischof Arbeo von Freising. In: Beiträge zur Geschichte der deutschen Sprache und Literatur Bd. 68 (1945—1946) S. 75-134
32. Bauerreiß, Romuald. Die «Vita SS. Marini et Anniani» und Bischof Arbeo von Freising (765—783). In: Studien und Mitteilungen zur Geschichte des Benediktinerordens und seiner Zweige Bd. 51 (1933) S. 37-49
33. Widemann, Josef. Zur Vita Corbiniani. In: Altbayerische Monatsschrift Bd. 15, 22 (1926) S. 34-37
34. Arnold, Balthasar. Zur Vita Corbiniani. In: Festgabe Korbinian (1924) S. 61-68
35. Arnold, Balthasar. Zur «Vita Corbiniani». In: Bulletin d’ancienne littérature chrétienne latine Bd. 1 (1921/28) S. 368—370
36. Arbeo <Frisingensis>. Krusch, Bruno [Hrsg.]. Arbeonis episcopi Frisingensis Vitae sanctorum Haimhrammi et Corbiniani. Hannover, 1920
37. Steinberger, Ludwig. Zu Arbeos Vita Corbiniani. In: Neues Archiv der Gesellschaft für ältere deutsche Geschichtskunde Bd. 40 (1916) S. 245—248
38. Morin, Germain. A propos des préliminaires de B. Krusch à la «Vita Corbiniani». In: Revue bénédictine Bd. 31 (1914—1919) S. 178—184
39. Sepp, Bernhard. Arbeos vita s. Emmerammi in ihrer ursprünglichen Fassung. In: Verhandlungen des Historischen Vereins für Oberpfalz und Regensburg Bd. 43 (1889) S. 175—210
40. Arbeo <Frisingensis>. Sepp, Bernhard [Hrsg.]. Arbeonis episcopi Frisingensis Vita S. Emmerammi authentica. In: Analecta Bollandiana Bd. 8 (1889) S. 211—256
41. Riezler, Sigmund. Arbeo’s Vita Corbiniani in der ursprünglichen Fassung. In: Abhandlungen. Bayerische Akademie der Wissenschaften, phil.-hist. Klasse Bd. 18, 1 (1888) S. 219—274
42. Arbeo <Frisingensis>. Meichelbeck, Karl [Hrsg.]. Arbeo von Freising, Vita s. Corbiniani episcopi Frisingensis. In: Meichelbeck, Historia Frisingensis Tl. 1, 2 (1724) S. 3-20